# گلیچاروف دولنه
گلیچاروف دولنه (به لهستانی:  Gliczarów Dolny) یک روستا در لهستان است که در گمینا بیاو دونایتس واقع شده‌است.
 گلیچاروف دولنه  ۴۸۰ نفر جمعیت دارد.